# Cardul Național de Asigurări de Sănătate

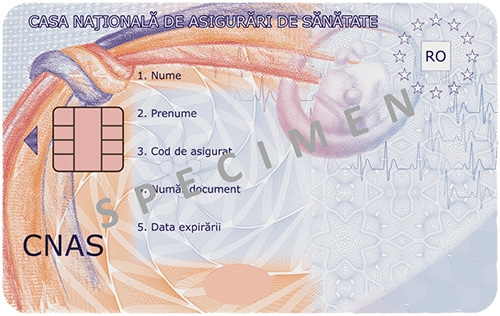
Cardul de sănătate (specimen)

Cardul Național de Asigurări de Sănătate este un card din material plastic, cu cip, care  conține un circuit integrat cu microprocesor care asigura accesul pacienților asigurați la servicii medicale și farmaceutice pe teritoriul României și  validarea serviciilor medicale efectuate de către furnizorii de servicii medicale și farmaceutice (cabinet de medicină primară, spital, ambulatoriu, laborator, farmacii) pe baza cărora li se vor deconta serviciile medicale efectuate din fondul de asigurări sociale de sănătate. Utilizarea cardului reprezintă o dovadă că asiguratul a fost la furnizorul de servicii medicale și este destinat transparentizării și eficientizării fondurilor utilizate în sistemul de asigurări sociale de sănătate.
Cardul de Sănătate este codul de acces pentru toate sistemele informatice: SIUI (Sistemul Informatic Unic Integrat al Asigurărilor de Sănătate)+ PE (prescripția electronică ) + CEAS (cardul electronic de asigurări de sănătate) ale Casei Naționale de Asigurări de Sănătate (CNAS). El este destinat persoanelor asigurate cu vârsta de peste 18 ani. Copiii cu vârsta de până la 18 ani nu au nevoie de cardul de sănătate pentru a beneficia de servicii medicale gratuite conform legii. Asigurații care refuză primirea cardului de sănătate din motive religioase sau de conștiință, depun o cerere la Casa Județeană de Asigurări de Sănătate în care expun motivele refuzului, iar Casa de Asigurări de Sănătate eliberează o adeverința de înlocuire a cardului de sănătate valabilă trei luni de la eliberare. Asigurații care nu au primit încă cardul de sănătate (fie nu le-a fost emis, fie nu au intrat încă în posesia lor pentru ca nu au fost prezenți la domiciliu în momentul distribuirii cardurilor de către reprezentanții Poștei Române) beneficiază în continuare de servicii medicale. Persoanele care nu sunt asigurate în sistemul de asigurări sociale de sănătate din România, nu beneficiază de card național de asigurări de sănătate.
Cardul Național de Sănătate primit de asigurat conține numai datele de identificare ale asiguratului: numele și prenumele asiguratului, codul unic de identificare în sistemul de asigurări sociale de sănătate, numărul de identificare al cardului național de asigurări sociale de  sănătate (CID), data nașterii, termenul de valabilitate al cardului (care este de 5 ani). Furnizorul de servicii medicale poate inscripționa pe cardul de sănătate date medicale numai la cererea asiguratului.
Pentru a fi utilizat cardul de sănătate trebuie inițial activat. Activarea cardului de sănătate se poate face la orice furnizor de servicii medicale (cabinet de medicină primară, spital, ambulatoriu, laborator, cu excepția farmaciilor) la care asiguratul va apela prima dată după primirea cardului. Pentru activarea și folosirea cardului de sănătate furnizorul de servicii medicale trebuie să posede un cititor de carduri. Activarea cardului de sănătate constă în înlocuirea codului pin inițial al cardului (000) cu un cod pin din patru cifre ales de asigurat, pe care acesta nu trebuie să îl divulge altor persoane. Dacă asiguratul va tasta greșit, de cinci ori consecutiv, codul pin al cardului de sănătate, acesta se blochează.

## Vezi și
- Sistemul informatic medical